# Каракозов, Константин Стилианович
Константи́н Стилиа́нович Карако́зов (в Греции жил под псевдонимом Костас Эфтихиадис, греч. Κώστας Ευτυχιάδης; 1902, село Везинкей, Карсская область, Российская империя — 8 марта 1938, Бутовский полигон, СССР) — греческий политический деятель, один из руководителей Коммунистической партии Греции, получивший политическое убежище в СССР.

## Ранние годы
Родился в 1902 году в Турции, в семье священника. По национальности — грек. Вместе с семьёй переехал в Грузию в 1915 году, чтобы избежать турецких репрессий. Вступил в Тифлисскую духовную семинарию в 1917 году, но не окончил учёбу из-за развязывания Великой октябрьской революции, в которой Каракозов участвовал активно, ставший членом Красной армии. Также участвовал в Гражданскую войну, воевав на стороне большевиков. В 1920 году вступил в ВКП (б). Потом учился в Коммунистическом университете трудящихся востока им. И. В. Сталина. В 1926 году Каракозов приехал в Грецию, чтобы помочь КПГ по структурным вопросам. После ареста тогдашнего генсека ЦК КПГ Панделиса Пулиопулоса, по указанию советского посольства в Афинах, Каракозов вместе с Андреем Сифнеосом были назначены высшими наставниками под руководством временно исполняющего обязанностей генсека ЦК КПГ Элефтериоса Ставридиса. После освобождения Пулиопулоса, КПГ делялась на три фракции: сталинистскую (в ней состояли Каракозов, Сифнеос, Захариадис, Скиталис, Сиантос, Теос, Леонидас, Пилиотис), троцкистскую (во главе с Пулиопулосом) и центристскую (во главе с Серафимом Максимосом)

## Во главе КПГ
На 3-м партийном собрании КПГ, в марте 1927 года, фракция сталинистов (с помощью Коминтерна) восторжествовала, и Каракозов был избран в центральном комитете КПГ. Сталинистская фракция полностью захватила руководство партии и возглавляла её согласно с принципами Сталина и Бухарина, тогдашних руководителей Коминтерна. В сентябре 1927 года по приказу генсека Сифнеоса были изгнаны все члены троцкистской фракции, а впоследствии, в 1928 году, и все члены центристов.
В начале 1929 года сталинистская фракция делилась на две части, начав так называемую фракционистскую борьбу без принципов. Противоборствующими группами были Правое крыло партии, во главе с Сифнеосом и Каракозовым и Левое крыло, во главе с профсоюзными деятелями Сиантосом, Теосом и Пилиотисом.

## Побег из тюрьмы Сингру в СССР
В сентябре 1930 Сифнеос, Каракозов, Леонидас и другие руководители КПГ были арестованы правительством Венизелоса и приговорены к 4 годам лишения свободы с отбытием срока в тюрьме Сингру. 15 апреля 1931 года с помощью охранника Каракозов, вместе с ним Михаил Трандос и 8 других членов КПГ: (Георгий Буриас, Элефтериос Апостолу, Андрей Сифнеос, Георгий Рафтис, Георгий Леонидас, Константин Очалис, Орфеас Икономидис, Димитриос Папаригас) совершили побег из тюрьмы Сингру в Советский Союз.
В СССР Каракозов женился и устроился парторганизатором в местных партийных комитетах городов Челябинск, Сергиев Посад, Саратов и населённого пункта Сурово.
В ходе сталинских репрессий и греческой операции НКВД 3 января 1938 г. был арестован и обвинён в шпионаже в пользу Греции, Германии и Японии, в составлении террористической организации (вместе с Сифнеосом), цели которой были подрыв идейной работы СССР и переворот социалистического государства, над ним был назначен суд. Суд, состоявшийсь 23 февраля 1938 г., признал Каракозова виновным в участии в террористическую организацию, в шпионаже в пользу Греции и в антисоветской деятельности и приговорил его к смертной казни. Приговор был исполнен 8 марта 1938 г., в Бутовском расстрельном полигоне, под Москвой. Реабилитирован 21 декабря 1956 года.

## Личная жизнь
Отец — Стилиан Константинович Каракозов (3 апреля 1868, с. Везинкей — 24 января 1938, Краснодар) — священник Греческой православной церкви, живший в городе Геленджике. Попал под репрессии, арестован 16 декабря 1937 года, обвинён в принадлежности к нелегальной контрреволюционной шпионской группе греков, 17 января 1938 приговорён к смертной казни. Приговор был исполнен 24 января 1938 года
Брат — Иван Стилианович Каракозов (15 сентября 1904 — дата смерти неизвестна) — попал под репрессиями, арестован 20 января 1938, приговорён к двум годам лишения свободы, освобождён 24 января 1940.